# Ptilinopus mercierii
Ptilinopus mercierii là một loài chim trong họ Columbidae.